# Vùng Tam giác đen

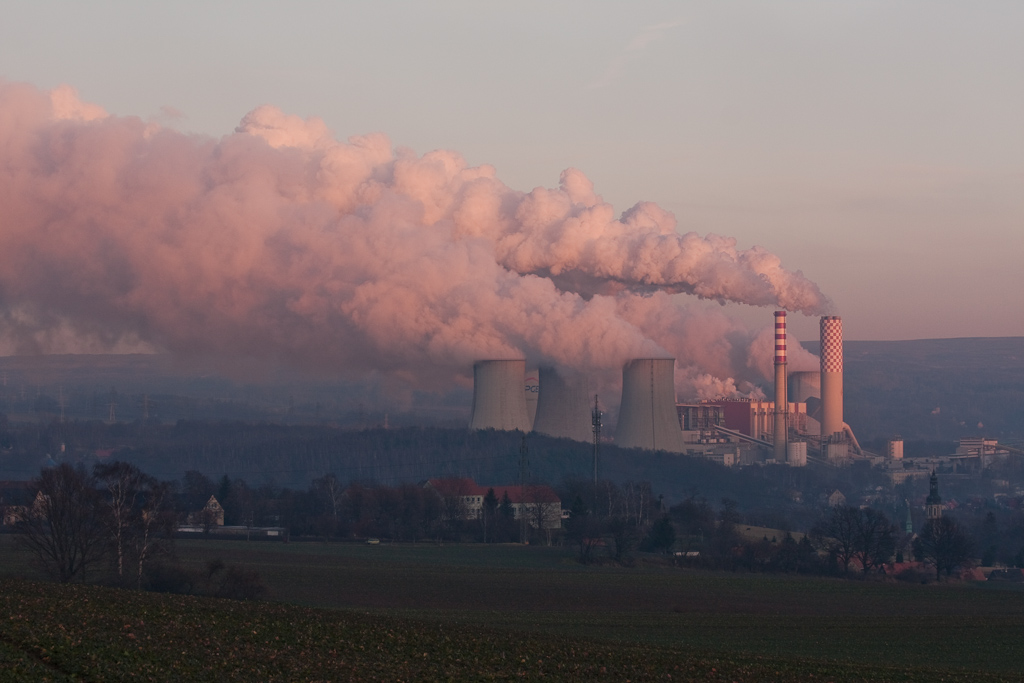
Nhà máy nhiệt điện Turów ở Bogatynia, Ba Lan

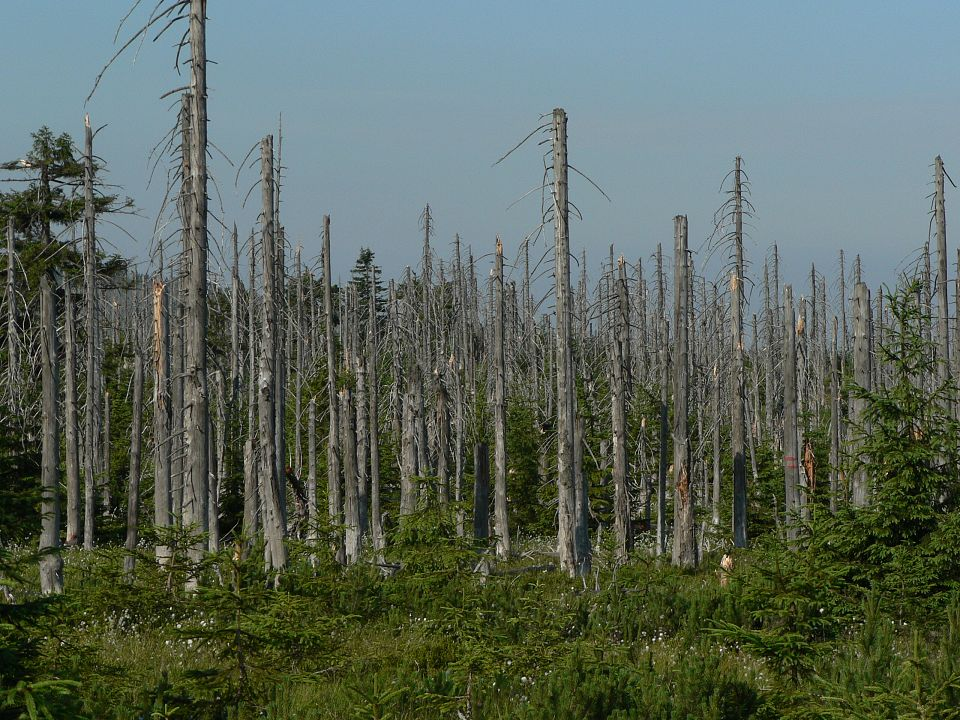
Ảnh hưởng của mưa acid ở dãy núi Jizera, 2006

Tam giác đen (Đức Schwarze Dreieck) là khu vực biên giới được chia sẻ bởi Đức, Ba Lan và Cộng hòa Séc, từ lâu đã có mức độ ô nhiễm cực kỳ cao. Thuật ngữ này được đặt ra trong những năm 1980. Trong nhiều thập kỷ, các chất gây ô nhiễm không khí được sản sinh từ những hoạt động sản xuất công nghiệp (chủ yếu là sulfur dioxide), ô nhiễm nước, mưa acid và các tác động khác đã ảnh hưởng rất lớn đến sức khỏe của người dân địa phương và môi trường xung quanh.
Sau các cuộc cách mạng năm 1989 ở Đông Âu, ba quốc gia đã hành động để cắt giảm khí thải. Điều này đã dẫn đến tình trạng môi trường được cải thiện đáng kể.

## Địa lý
Về hình dạng, "tam giác" giống với hình lưỡi liềm hơn, một hành lang công nghiệp rộng khoảng 60 km, nằm ở hai bên biên giới phía bắc Séc kéo dài từ thị trấn Bad Brambach của Đức ở phía tây đến thị trấn Bystrzyca Kłodzka của Ba Lan ở cuối phía đông. Trung tâm là khu vực ba quốc gia tại Zittau. Về mặt chính trị, "tam giác" bao gồm:
- Hai khu vực hành chính địa phương của Đức bao quanh Dresden và Chemnitz, rộng khoảng 14.000 km2, với dân số 3,36 triệu người (tính đến năm 2002)
- Phần phía tây nam của tỉnh Lower Silesian Voivodeship, Ba Lan, rộng tới 8.500 km2, với dân số 1,3 triệu người
- Bốn vùng của Cộng hòa Séc (Hradec Králové, Karlovy Vary, Liberec và Ústí nad Labem), rộng tới 12.000 km2 và dân số 1,59 triệu người

Phần Ba Lan bao gồm " góc nhô ra " phía cực nam của Gmina Bogatynia, nơi mỏ khai thác Turów rộng lớn đã khai thác tài nguyên than non từ năm 1904.
Toàn bộ khu vực được đóng khung bởi các dãy núi tạo thành khí hậu địa phương, quây kín khối không khí và tăng cường ảnh hưởng của ô nhiễm không khí.

## Khai thác
Khu vực nói chung được biết đến trong lịch sử với tài nguyên thiên nhiên và các mỏ khoáng sản, có các ngành công nghiệp thủy tinh, gốm sứ và dệt may truyền thống. Dãy núi Ore giữa Sachsen và Bohemia là đích đến của nhiều Berggeschrei ("cơn sốt bạc") trong nhiều thế kỷ, lần đầu tiên vào năm 1168. Từ phát hiện đó tại Christiansdorf (một phần của mỏ khai thác Freiberg), việc khai thác được thực hiện không ngừng trong dãy núi Ore cho đến năm 1990. Các nguyên liệu thô được khai thác trong suốt nhiều thế kỷ là quặng của các kim loại bạc, thiếc, kẽm, coban, niken, đồng và chì; anthracite và uranium cũng được khai thác vào thế kỷ 20 và là động lực cho sự phát triển kinh tế của Sachsen.
Sau chiến tranh, với sự thống trị của Liên Xô trong khu vực, Moscow đã ra lệnh phát triển công nghiệp của lưu vực Bắc Bohemian trên quy mô lớn. Việc lắp đặt các nhà máy hóa chất, nhà máy thép và nhà máy lọc dầu đòi hỏi một lượng lớn năng lượng; năng lượng đến từ việc đốt than non bẩn và rẻ tiền (than nâu) từ các mỏ địa phương. Là một ví dụ về tác động, năm 1964, Công ty than MOST (Mostecká uhelná / MUS) đã bắt đầu phá hủy toàn bộ Phố cổ thời trung cổ của quận Most để nhường chỗ cho các mỏ than non đang mở rộng. Người dân được đưa ra hai lựa chọn: chuyển đến các dự án nhà ở mới, hoặc rời khỏi thị trấn. 

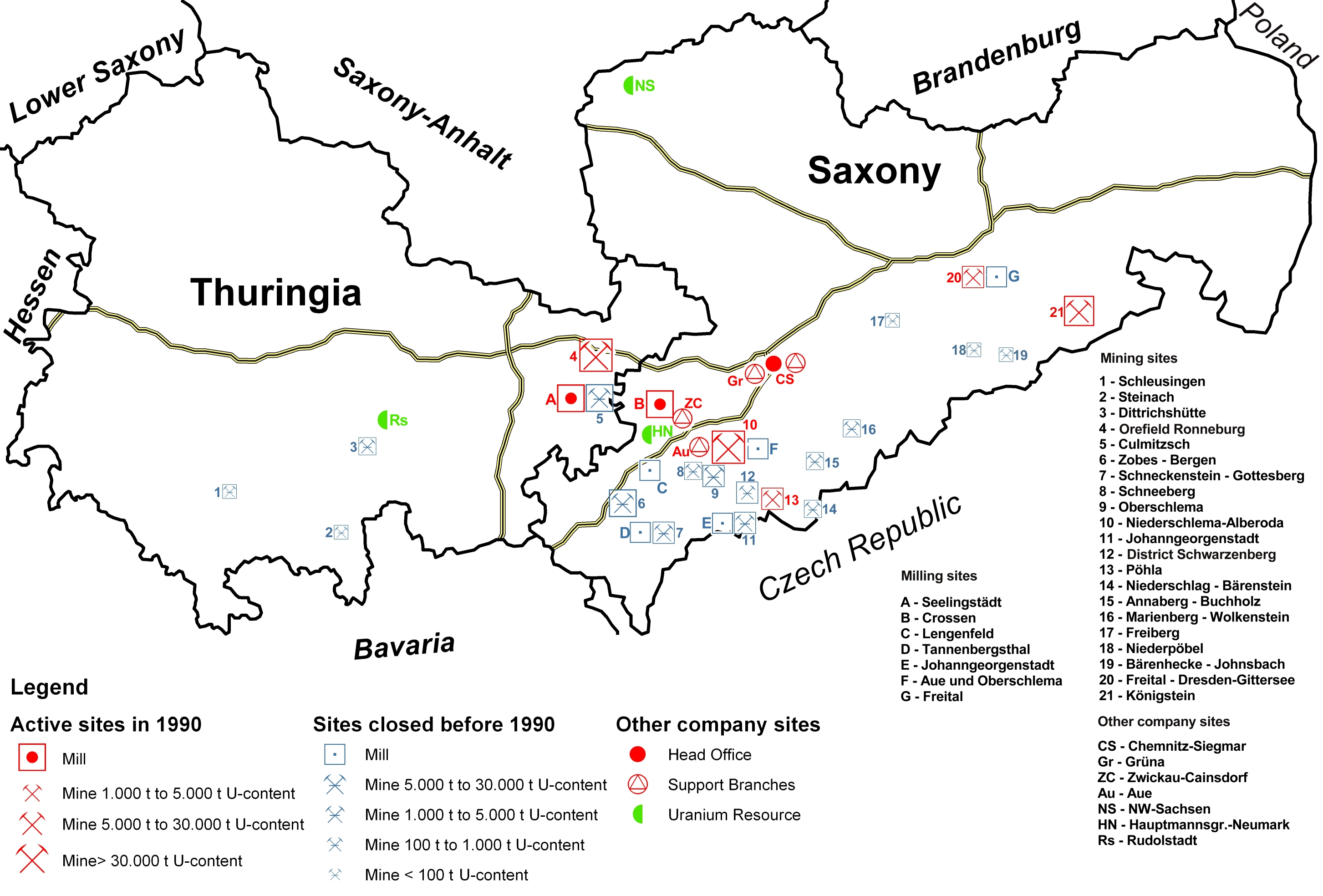
SDAG Wismut hoạt động khai thác uranium ở Sachsen và Thuringia

Kết quả ròng của hoạt động công nghiệp ở Tam giác là lượng phát thải hạt, kim loại nặng, lưu huỳnh dioxide và oxide nitơ đã phá hủy phần lớn các khu rừng lân cận của dãy núi Jizera với mưa acid, và tác động có thể đo lường được đối với sức khỏe và kỳ vọng chất lượng sống

## Phục hồi
Sau các cuộc cách mạng năm 1989 ở Đông Âu, vào tháng 6 năm 1991, ba quốc gia đã ký tuyên bố hợp tác chung để giải quyết các vấn đề môi trường của Tam giác đen. Sau đó, họ đã phối hợp với Ủy ban châu Âu, tổ chức mà đã tài trợ cho các dự án nhỏ và sáng kiến đo lường thông qua chương trình Hỗ trợ tái cấu trúc nền kinh tế Phare. Điều này đã dẫn đến sự cải thiện đáng kể về sức khỏe con người, tình trạng rừng và mức độ ô nhiễm.
Năm 1991 sau khi hợp nhất SDAG Wismut của Đức được chuyển đổi thành công ty Wismut GmbH, thuộc sở hữu của Cộng hòa Liên bang Đức, hiện chịu trách nhiệm khôi phục và làm sạch môi trường của các khu vực khai thác và xay xát trước đây. 

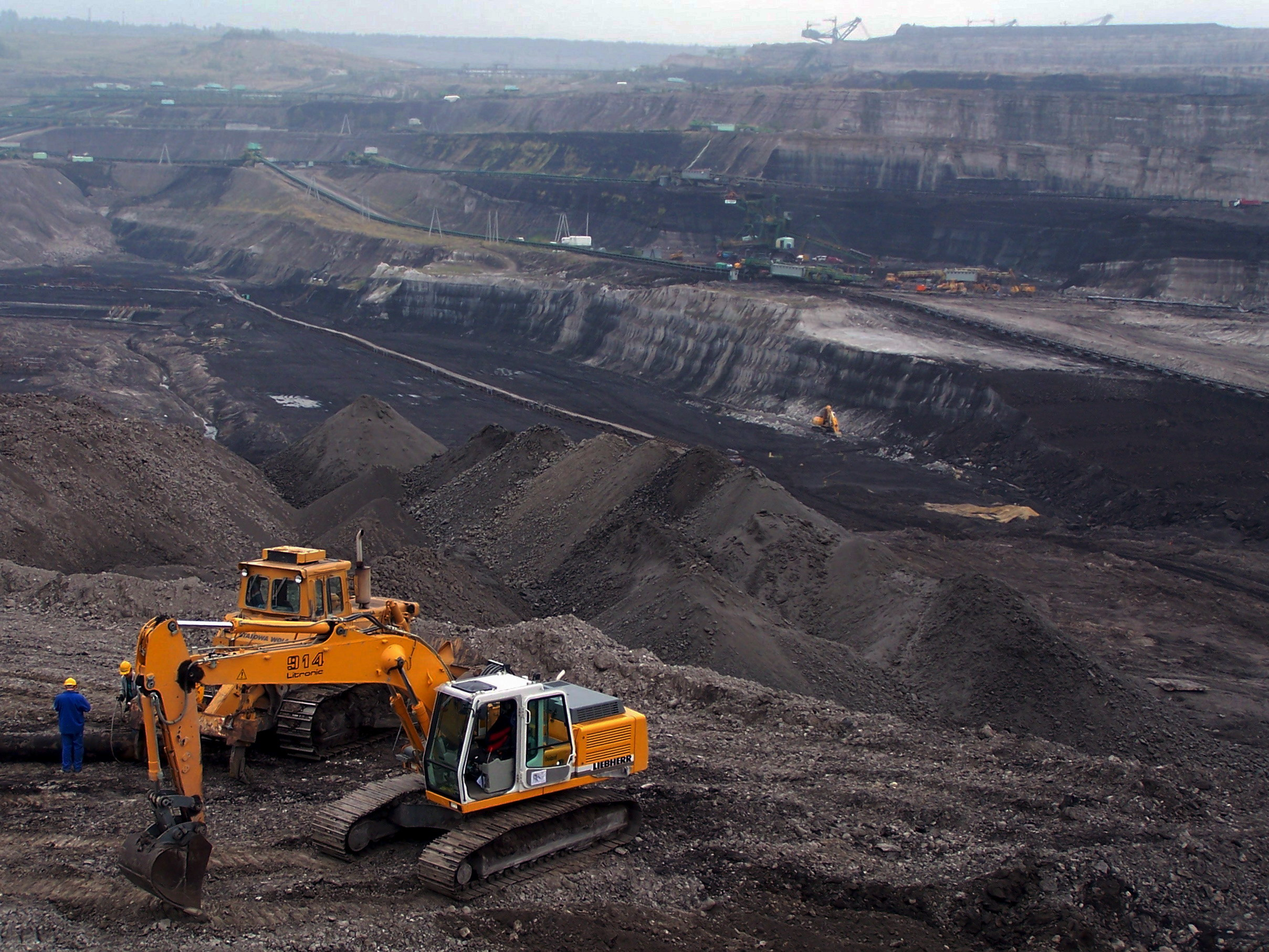
mỏ than Turów, miền nam Ba Lan

Khu vực này vẫn là một trung tâm công nghiệp quan trọng với những thách thức môi trường nghiêm trọng. Các mỏ than Turow, vẫn được điều hành bởi Polska Grupa Energetyczna, sản xuất khoảng 30 triệu tấn than non hàng năm. Mỏ lộ thiên hình bát có đường kính vài km, sâu khoảng 200 mét và đã thay đổi hoàn toàn đặc tính địa lý ban đầu của mạch mỏTuroszowska. Mỏ và bãi thải rộng lớn của nó hiện chiếm hơn một nửa mạch mỏ.